# 太田陽子 (競馬)
太田 陽子（おおた ようこ、1978年6月17日 - ）は、東京都出身の競馬の騎手。主にオーストラリアビクトリア州モーニングトン競馬場で活動している。2人姉妹の妹。

## 来歴
10歳の時引っ越し先の近所にあった中京競馬場にいったときに、誘導馬に乗る女性とレースでの蹄音にひかれたことをきっかけに競馬の虜になった。高校時代は愛知県立鳴海高等学校の馬術部に所属。当時練習は中京競馬場で行っていたとのこと。
1997年オーストラリアの競馬学校に入学。1999年オーストラリアクイーンズランド州サンシャイン・コーストで見習騎手となる。9戦目で初勝利をあげた。
2004年ビクトリア州へ移籍。
2013年9月17日から11月25日岩手県競馬組合で国外の日本人女性騎手では初となる期間限定騎乗を行った。岩手競馬での所属は菅原右吉厩舎。 勝負服は胴白・橙玉あられ、袖緑・黄縦縞胴。
同年10月5日盛岡競馬第5競走C2七組条件戦でマザーランド（8頭立て3番人気）に騎乗し当地初騎乗。翌10月6日盛岡競馬第3競走C2十組条件戦をミキノロココ（10頭立て1番人気）で優勝し、4戦目で当地初勝利をあげた。その後10月26日に落馬負傷し、免許期間を12月16日まで延長し復帰を目指したが断念。日本での騎乗を終了した。期間中の成績は30戦10勝2着2回3着5回。

## 主な騎乗馬
- フサイチオーレ - 中央オープン1勝。オーストラリア遠征5戦中2戦で騎乗した[6]。